# Culicoides parvulus
Culicoides parvulus är en tvåvingeart som beskrevs av Khamala 1991. Culicoides parvulus ingår i släktet Culicoides och familjen svidknott. Inga underarter finns listade i Catalogue of Life.